# Guillermo Falasca
Guillermo Falasca Fernández (Mendoza, 24 de octubre de 1977) fue un voleibolista argentino naturalizado español que se proclamó campeón de Europa en el año 2007 con la Selección masculina de voleibol de España.

## Carrera

### Como jugador
Nació en Argentina de madre española, Guillermo llegó a Málaga a los 11 años, y fue en esa ciudad donde se formó como jugador, junto a su hermano Miguel Ángel. Falasca se convirtió en el máximo anotador y el mejor sacador de la Liga Europea de 2005, en la que España acabó en el tercer puesto de la clasificación general. Además, fue miembro de Gumi LIG Insurance Greaters de Corea del Sur en la temporada V-League 2007-08. Residente en Málaga , fue miembro de la Selección Nacional masculina que ganó el título europeo de 2007 en Moscú, Rusia.

### Como entrenador
Guillermo asumió el banquillo del Feel Volley Alcobendas para la temporada 2015/2016 en el que sería su debut como entrenador y lo haría en un equipo de Superliga Femenina de Voleibol. Estaría durante tres temporadas seguidas en el club madrileño y en primavera de 2018 se anunció su marcha del club de Alcobendas. Su siguiente etapa en los banquillos españoles sería en el equipo francés de Ligue A, donde precisamente se retiró como jugador, el Narbonne Volley.